# Barrême
Barrême je naselje in občina v jugovzhodnem francoskem departmaju Alpes-de-Haute-Provence regije Provansa-Alpe-Azurna obala. Leta 2008 je naselje imelo 481 prebivalcev.

## Geografija
Kraj leži v pokrajini Visoki Provansi ob sotočju rek Asse de Blieux, Asse de Clumanc in Asse de Moriaz, 30 km jugovzhodno od Digne-les-Bainsa.

## Administracija
Barrême je sedež istoimenskega kantona, v katerega so poleg njegove vključene še občine Blieux, Chaudon-Norante, Clumanc, Saint-Jacques, Saint-Lions, Senez in Tartonne s 1.272 prebivalci.
Kanton je sestavni del okrožja Digne-les-Bains.

## Zanimivosti
- Cerkvi sv. Janeza Krstnika in sv. Ane (19. stoletje);